# Падозеро (озеро)
Падозеро — озеро в Карелии, находится на юге Кондопожского района, у границы Прионежского района.

## Общие сведения
Площадь поверхности — 6,2 км². Исток реки Падас. Высота над уровнем моря 41 м.
В озере обитают щука, окунь, плотва.
По берегам озера расположен дачные поселки Лучевое-1 и Лучевое-2.

## Происхождение названия
Название связано либо с вепсским пада, пато — «закол для ловли рыбы в реке», либо от саамского поанн — «мелкое озеро».